# Percy Vargas de Abreu e Lima
Percy Vargas de Abreu e Lima (Santana do Livramento, 1905 — Caxias do Sul, 1973) foi um advogado criminalista, educador, jornalista e político brasileiro.
Filho do tenente-coronel Olympio de Abreu Lima e Anna Prates Vargas, transferiu-se para Porto Alegre com a família em torno de 1914, onde formou-se como criminalista. Atuando na capital do estado e na região, de 1936 em diante passou a residir em Caxias do Sul, onde constituiu família. Dava assessoria aos sindicatos reunidos e, muitas vezes, prestava seus serviços gratuitamente a pessoas desfavorecidas. Também desenvolveu atividade política. Na década de 1930 foi um ativo opositor do Integralismo, e elegeu-se vereador em 1959 e em 1963. Com a instauração do regime militar de 1964 teve seu mandato de vereador cassado e foi preso por suas convicções de esquerda, sendo mandado para o Sanatório Parque Belém, em Porto Alegre, já que a esta altura havia contraído tuberculose. Em 1971 a Câmara reconheceu o erro da sua cassação e lhe concedeu o título de Cidadão Caxiense.
Presidiu a assembleia de fundação do Grêmio Estudantil Cívico e Literário Joaquim Maurício Cardoso, foi redator do jornal O Momento e colaborador do jornal A Época, um dos fundadores e secretário do Comitê do Movimento Democrático Progressista, presidente da Liga de Defesa Nacional, um dos fundadores da Liga Esportiva Caxiense e um dos organizadores dos seus estatutos, membro do Conselho Deliberativo do Esporte Clube Juventude e presidente em 1944, presidente honorário do Clube Gaúcho em 1944 e 1945, associação que reunia a comunidade negra, consultor jurídico do Grêmio Esportivo Tupy, vice-presidente da Junta de Direito Desportivo, e idealizador e organizador, junto com Armando Pereira, do I Congresso Estadual de Criminologia.
Sua contribuição maior foi a fundação do Centro Cultural Tobias Barreto de Menezes, em 26 de agosto de 1937, entidade que presidiu e onde se preocupou em desenvolver atividades de natureza cívica e de divulgação da história do Brasil, em encontros semanais onde se ministravam palestras. Mais tarde o centro passou a manter um curso de humanidades com as disciplinas de português, francês, inglês, filosofia, aritmética, álgebra, geometria, história, geografia, física, química e história natural. O curso preencheu uma lacuna no sistema educacional da cidade, sendo gratuito e oferecendo aulas noturnas para os trabalhadores. Foi muitas vezes elogiado na imprensa pelo seu idealismo e erudição, pela dedicação à cultura, à educação, à liberdade, à democracia e às causas públicas, bem como pela sua brilhante oratória e por sua competência como advogado.
Uma série de palestras que proferiu foram reunidas em livro editado pelo Arquivo Histórico Municipal em parceria com a Universidade de Caxias do Sul. Foi homenageado pela Câmara de Caxias com a instituição da Medalha Percy Vargas de Abreu e Lima, comenda que reconhece pessoas e instituições que lutam pela defesa dos direitos humanos. Seu nome batiza também o diretório acadêmico da Faculdade de Direito da UCS e a Casa de Cultura de Caxias. Em pesquisa de opinião desenvolvida em 1999 junto a 100 líderes comunitários de diferentes áreas por acadêmicos do Curso de Jornalismo da Universidade de Caxias do Sul, foi eleito uma das 30 Personalidades de Caxias do Sul — Destaques do Século XX.